# Pausverkiezing van 1276
De pausverkiezing van 1276 vond plaats in augustus-september 1276 en was de derde van dat jaar. De verkiezing volgde op de dood van paus Adrianus V op 18 augustus 1276; zijn pontificaat had amper 38 dagen geduurd. Deze pausverkiezing was sensu stricto geen conclaaf, omdat de kardinalen niet werden opgesloten.

## Voorgeschiedenis
In januari 1276 waren de kardinalen voor de eerste keer bijeengekomen en vond voor de eerste maal de verkiezing van een nieuwe paus plaats conform het decreet Ubi periculum van paus Gregorius X. Na één dag was Innocentius V gekozen, die vijf maanden en één dag paus was geweest. Het daaropvolgende conclaaf in juli koos paus Adrianus V, die na zijn aantreden mondeling bekendmaakte het decreet Ubi periculum niet geldig te willen verklaren. Zijn plotselinge dood, hij was nog niet gekroond, leidde ertoe dat de bepalingen omtrent de organisatie van het conclaaf gehandhaafd bleven.

## Pausverkiezing
Het derde conclaaf, formeel een pausverkiezing, van 1276 vond plaats in Viterbo, de plaats waar Adrianus overleden was. Van de dertien nog in leven zijnde kardinalen had Bernard Ayglier zich volledig teruggetrokken van al zijn kerkelijke plichten en was Simon de Brion, de latere paus Martinus IV, niet aanwezig. 
De op 19 augustus 1276 begonnen pausverkiezing kende een tumultueus verloop. Op 4 september overleed kardinaal Riccardo Annibaldi. Een dag later werd Vicedominus de Vicedominis, een neef van paus Gregorius X, tot paus gekozen. Uit eerbetoon aan zijn oom was hij voornemens de naam Gregorius XI aan te nemen. De kardinaal overleed enkele uren na zijn verkiezing en doordat zijn verkiezing nooit publiek werd gemaakt, werd zijn naam niet opgenomen in de officiële lijst van pausen.
Op 8 september werd een andere kandidaat gekozen, João Pedro Julião, de eerste en enige Portugese paus in de geschiedenis. Hij nam de naam Johannes XXI aan. Op 20 september 1276 werd hij in de San Lorenzokathedraal te Viterbo gekroond door de kardinaal-protodiaken Giovanni Gaetano Orsini, de latere paus Nicolaas III.

## Nasleep
Na zijn benoeming tot paus bepaalde Johannes XXI met het decreet Licet felicis recordationis het decreet Ubi periculum als niet geldig. Een alternatief voorstel voor het beleggen van een conclaaf werd daarbij niet gemaakt. Gevolg was dat daaropvolgende verkiezingen opnieuw zeer lang duurden, waarvan die van paus Celestinus V (1294) met 877 dagen de op twee na langste periode was waarin de kerk geen paus kende.
| Duur           | 20 dagen                 |
| Kieskardinalen | 12                       |
| -------------- | ------------------------ |
| Aanwezig       | 11                       |
| Afwezig        | 1                        |
| Italië         | 7                        |
| Frankrijk      | 3                        |
| Portugal       | 1                        |
| Overleden paus | Adrianus V (1276)        |
| Nieuwe paus    | Johannes XXI (1276-1277) |